# HD 44173
HD 44173，又名BD+11 1128，SAO 95563、HR 2276，是一颗恒星，视星等为6.54，位于銀經199，銀緯-1.32，其B1900.0坐标为赤經6h 15m 17s，赤緯+11° -1.32′ 1″。